# Scorpaena ascensionis
Scorpaena ascensionis — вид скорпеноподібних риб роду Скорпена (Scorpaena) родини скорпенових (Scorpaenidae).

## Поширення
Вид зустрічається на півдні Атлантичного океану біля берегів острова Вознесіння, що належить Великій Британії.

## Опис
Риба дрібного розміру, завдовжки лише 3,8 см.

## Спосіб життя
Це морський, тропічний, демерсальний вид, що мешкає на піщаному дні на глибині 16-27 м. Активний хижак, що живиться дрібною рибою та ракоподібними.